# ウロシュ・カビッチ
ウロシュ・カビッチ（セルビア語: Урош Кабић, ラテン文字転写: Uroš Kabić、2004年1月1日 - ）は、セルビアのサッカー選手。ポジションはミッドフィールダー。

## 経歴

### レッドスター・ベオグラード
2023年7月23日、レッドスター・ベオグラードと4年契約を締結した。

### トリノ
2024年2月1日、トリノFCに買い取りオプションつきの半年間の契約でレンタル移籍した。